# Награде Кју
Награде Кју (енгл. Q Awards) биле су годишње музичке награде које је додељивао британски часопис Кју. Награде су први пут додељене 1990. године.
| 1990. · 1991. · 1992. · 1993. · 1994. · 1995. · 1996. · 1997. · 1998. · 1999. · 2000. · 2001. · 2002. · 2003. · 2004. · 2005. · 2006. · 2007. · 2008. · 2009. · 2010. · 2011. · 2012. · 2013. · 2014. · 2015. · 2016. · 2017. · 2018. · 2019. · Вишеструки добитници · Референце |

## 1990.
- Најбољи извођач данашњице:
- Најбољи нови извођач:
- Најбољи извођач уживо:
- Најбољи албум:  —
- Најбоље реиздање/компилација:  —
- Најбољи продуцент: Пол Окенфолд и Стив Озборн
- Награда за аутора песама: Принс
- Награда за заслуге: Пол Макартни [1]

## 1991.
- Најбољи извођач данашњице:  /
- Најбољи нови извођач: Сил
- Најбољи извођач уживо:
- Најбољи албум:  —
- Најбољи продуцент: Тревор Хорн
- Награда за аутора песама: Ричард Томпсон
- Награда за заслуге: Лу Рид [1]

## 1992.
- Најбољи извођач данашњице:
- Најбољи нови извођач: Тори Ејмос
- Најбољи извођач уживо:
- Најбољи албум:  —
- Најбоље реиздање/компилација: Боб Марли —
- Најбољи продуцент: Данијел Ланоа, Питер Гејбријел и
- Награда за аутора песама: Нил Фин
- Кју инспирација: Б. Б. Кинг
- Награда за заслуге:  [1]

## 1993.
- Најбољи извођач данашњице:
- Најбољи нови извођач:
- Најбољи извођач уживо: Нил Јанг
- Најбољи албум: Стинг —
- Најбоље реиздање/компилација:  —
- Најбољи продуцент: Флад, Брајан Ино и
- Награда за аутора песама: Нил Фин
- Кју инспирација: Доналд Фаген
- Награда за заслуге: Елтон Џон [1]

## 1994.
- Најбољи извођач данашњице:
- Најбољи нови извођач:
- Најбољи извођач уживо:
- Најбољи албум:  —
- Најбоље реиздање/компилација: Разни извођачи —
- Најбољи продуцент: Стивен Стрит
- Награда за аутора песама: Мориси
- Кју инспирација:
- Награда за заслуге:  [1]

## 1995.
- Најбољи извођач данашњице:
- Најбољи нови извођач:
- Најбољи извођач уживо:
- Најбољи албум:  —
- Најбоље реиздање/компилација: Разни извођачи —
- Најбољи продуцент: Трики
- Награда за аутора песама: Ван Морисон
- Кју инспирација: Дејвид Боуи / Брајан Ино
- Награда за заслуге: Ерик Клептон [1]

## 1996.
- Најбољи извођач данашњице:
- Најбољи нови извођач: Аланис Морисет
- Најбољи извођач уживо:
- Најбољи албум:  —
- Најбоље реиздање/компилација:  —
- Најбољи продуцент: Џон Леки
- Награда за животно дело: Род Стјуарт
- Кју инспирација:
- Награда за заслуге: Елвис Костело [1]

## 1997.
- Најбољи извођач данашњице:
- Најбољи нови извођач:
- Најбољи извођач уживо:
- Најбољи албум:  —
- Најбоље реиздање/компилација: Разни извођачи —
- Најбољи продуцент: Нели Хупер
- Награда за аутора песама: Пол Макартни
- Награда за животно дело:
- Кју инспирација: Пети Смит
- Посебна награда: Фил Спектор [1]

## 1998.
Свечана додела награда одржана је 30. октобра 1998. у Лондону.
| Категорија                | Добитник | Остали номиновани                                                                                           |
| ------------------------- | --- | --- |
| Најбољи извођач данашњице | | Остали номиновани                                                                                           |
| Најбољи нови извођач      | | Остали номиновани                                                                                           |
| Најбољи извођач уживо     | | Остали номиновани - Пол Велер                                                                               |
| Најбољи продуцент         | Норман Кук                                                                                                  | Остали номиновани - Били Корган - Вилијам Орбит - Нил Фин - Мајк Хеџиз                                      |
| Најбољи сингл             | — | Остали номиновани - Фетбој Слим —                                                                           |
| Најбољи албум             | — | Остали номиновани                                                                                           |
| Почасне награде           | Списак почасних награда - Награда за аутора песама: Пол Велер - Награда за животно дело: - Кју инспирација: | Списак почасних награда - Награда за аутора песама: Пол Велер - Награда за животно дело: - Кју инспирација: |

## 1999.
Свечана додела награда одржана је 3. новембра 1999. у Лондону.
| Категорија                | Добитник | Остали номиновани |
| ------------------------- | --- | --- |
| Најбољи извођач данашњице | | Остали номиновани |
| Најбољи нови извођач      | | Остали номиновани - Мејси Греј |
| Најбољи извођач уживо     | | Остали номиновани |
| Најбољи сингл             | — | Остали номиновани - Лорин Хил — |
| Најбољи албум             | — | Остали номиновани |
| Почасне награде           | Списак почасних награда - Кју класик — аутори песама: Ијан Дјури и Чаз Џанкел - Кју награда за најбољег продуцента: Вилијам Орбит - Кју инспирација: - Кју награда за посебне заслуге: Кит Ричардс | Списак почасних награда - Кју класик — аутори песама: Ијан Дјури и Чаз Џанкел - Кју награда за најбољег продуцента: Вилијам Орбит - Кју инспирација: - Кју награда за посебне заслуге: Кит Ричардс |

## 2000.
Свечана додела награда одржана је 31. октобра 2000. у Лондону.
| Категорија                | Добитник | Остали номиновани |
| ------------------------- | --- | --- |
| Најбољи извођач данашњице | | Остали номиновани |
| Најбољи нови извођач      | | Остали номиновани |
| Најбољи извођач уживо     | | Остали номиновани - Моби |
| Најбољи продуцент         | ( — ) | Остали номиновани - Дејв Еринга и Џорџ Дракулијас ( — ) - Др. Дре ( Еминем — ) - Гај Чејмберс и Стив Пауер (Роби Вилијамс — ) - Рос Робинсон ( — )                |
| Најбољи сингл             | Дејвид Греј — | Остали номиновани - Еминем — |
| Најбољи спот              | Келис — | Остали номиновани - Еминем — |
| Најбољи албум             | — | Остали номиновани |
| Почасне награде           | Списак почасних награда - Кју награда за најбољег аутора песама: Гај Чејмберс и Роби Вилијамс - Кју награда за заслуге: Џери Дамерс - Кју инспирација: Џо Страмер | Списак почасних награда - Кју награда за најбољег аутора песама: Гај Чејмберс и Роби Вилијамс - Кју награда за заслуге: Џери Дамерс - Кју инспирација: Џо Страмер |

## 2001.
Свечана додела награда одржана је 29. октобра 2001. у Лондону.
| Категорија                | Добитник | Остали номиновани |
| ------------------------- | --- | --- |
| Најбољи извођач данашњице | | Остали номиновани |
| Најбољи нови извођач      | | Остали номиновани - Дајдо - Том Макре |
| Најбољи извођач уживо     | | Остали номиновани - Мадона |
| Најбољи продуцент         | Најџел Годрич ( — ) | Остали номиновани - Брајан Ино и Данијел Ланоа ( — ) - Крис Шо ( — ) - Џон Леки ( — ) - Пат Макарти ( — )                                                             |
| Најбољи сингл             | — | Остали номиновани |
| Најбољи спот              | — | Остали номиновани - Фетбој Слим — - Нели Фуртадо — |
| Најбољи албум             | — | Остали номиновани - Пи Џеј Харви — |
| Почасне награде           | Списак почасних награда - Кју класик — аутор песама: Кејт Буш - Кју посебна награда: Брајан Ино - Кју инспирација: Џон Лајдон - Кју награда за заслуге: Елвис Костело | Списак почасних награда - Кју класик — аутор песама: Кејт Буш - Кју посебна награда: Брајан Ино - Кју инспирација: Џон Лајдон - Кју награда за заслуге: Елвис Костело |

## 2002.
Свечана додела награда одржана је 21. октобра 2002. у Лондону.
| Категорија                | Добитник | Остали номиновани |
| ------------------------- | --- | --- |
| Најбољи извођач данашњице | | Остали номиновани |
| Најбољи нови извођач      | | Остали номиновани |
| Најбољи извођач уживо     | | Остали номиновани |
| Најбољи продуцент         | Моби (Моби — 18) | Остали номиновани - Рик Рубин ( — ) - Тони Висконти (Дејвид Боуи — ) - Кен Нелсон и Марк Питијан ( — ) - и Том Лорд-Алџи ( — )                            |
| Најбољи сингл             | — | Остали номиновани |
| Најбољи спот              | Пинк — | Остали номиновани - Еминем — - Кајли Миног — |
| Најбољи албум             | — | Остали номиновани - Бет Ортон - |
| Почасне награде           | Списак почасних награда - Кју класик — аутор песама: Џими Клиф - Кју награда за иновације у звуку: - Кју инспирација: - Кју награда за заслуге: Том Џоунс | Списак почасних награда - Кју класик — аутор песама: Џими Клиф - Кју награда за иновације у звуку: - Кју инспирација: - Кју награда за заслуге: Том Џоунс |

## 2003.
Свечана додела награда одржана је 2. октобра 2003. у Лондону.
| Категорија                | Добитник | Остали номиновани |
| ------------------------- | --- | --- |
| Најбољи извођач данашњице | | Остали номиновани |
| Најбољи нови извођач      | | Остали номиновани |
| Најбољи извођач уживо     | Роби Вилијамс | Остали номиновани - Еминем |
| Најбољи продуцент         | Најџел Годрич ( — ) | Остали номиновани - и Бен Хилијер ( — ) - Др. Дре ( — ) - Итан Џонс ( — ) - Фарел Вилијамс ( — )                                                                                           |
| Иновације у звуку         | | Остали номиновани - Дејвид Греј - Ричард Екс |
| Најбоља песма             | Кристина Агилера и Редман — | Остали номиновани |
| Најбољи спот              | — | Остали номиновани - Кристина Агилера и Редман — |
| Најбољи албум             | — | Остали номиновани |
| Почасне награде           | Списак почасних награда - Кју класик — аутори песама: - Кју посебна награда: Скот Вокер - Кју инспирација: - Кју награда за иновације у звуку: - Кју награда за животно дело: - Кју икона: | Списак почасних награда - Кју класик — аутори песама: - Кју посебна награда: Скот Вокер - Кју инспирација: - Кју награда за иновације у звуку: - Кју награда за животно дело: - Кју икона: |

## 2004.
Свечана додела награда одржана је 4. октобра 2003. у Лондону.
| Категорија                | Добитник | Остали номиновани |
| ------------------------- | --- | --- |
| Најбољи извођач данашњице | | Остали номиновани |
| Најбољи нови извођач      | | Остали номиновани |
| Најбољи извођач уживо     | | Остали номиновани - Дејвид Боуи - Мадона |
| Најбољи продуцент         | Мик Џоунс ( — ) | Остали номиновани - Џери Фин (Мориси — ) - (Келис — ) - Рич Кости, Џон Корнфилд, и Пол Рив ( — ) - Разни продуценти (Ашер — )                                                                             |
| Најбоља песма             | Џамелија — | Остали номиновани - Мориси — |
| Најбољи спот              | — | Остали номиновани - Келис — |
| Најбољи албум             | — | Остали номиновани - Дизи Раскал - |
| Почасне награде           | Списак почасних награда - Кју класик — аутор песама: Елтон Џон - Кју награда за иновације у звуку: - Кју инспирација: - Кју награда за животно дело: - Кју награда за заслуге: Шејн Макгауан - Кју икона: | Списак почасних награда - Кју класик — аутор песама: Елтон Џон - Кју награда за иновације у звуку: - Кју инспирација: - Кју награда за животно дело: - Кју награда за заслуге: Шејн Макгауан - Кју икона: |

## 2005.
Свечана додела награда одржана је 10. октобра 2005. у Лондону.
| Категорија                | Добитник | Остали номиновани |
| ------------------------- | --- | --- |
| Најбољи извођач данашњице | | Остали номиновани |
| Најбољи нови извођач      | Џејмс Блант | Остали номиновани - Џем |
| Најбољи извођач уживо     | | Остали номиновани |
| Најбоља песма             | Кеј Ти Танстал — | Остали номиновани - Џејмс Блант — |
| Најбољи спот              | — | Остали номиновани - Гвен Стефани — |
| Најбољи албум             | — | Остали номиновани - Џејмс Блант — |
| Почасне награде           | Списак почасних награда - Кју класик — аутор песама: Ник Кејв - Кју класик — песма: Реј Дејвис — - Кју награда за иновације у звуку: - Кју награда за изузетан допринос музици: Пол Велер - Кју награда за најбољег продуцента: и Дејнџер Маус ( — ) - Кју инспирација: Бјерк - Кју награда за животно дело: - Кју легенда: - Кју икона: Џими Пејџ - Кју посебна награда: Џон Ленон - Кју награда публике: | Списак почасних награда - Кју класик — аутор песама: Ник Кејв - Кју класик — песма: Реј Дејвис — - Кју награда за иновације у звуку: - Кју награда за изузетан допринос музици: Пол Велер - Кју награда за најбољег продуцента: и Дејнџер Маус ( — ) - Кју инспирација: Бјерк - Кју награда за животно дело: - Кју легенда: - Кју икона: Џими Пејџ - Кју посебна награда: Џон Ленон - Кју награда публике: |

## 2006.
Свечана додела награда одржана је 30. октобра 2006. у Лондону.
| Категорија                | Добитник | Остали номиновани |
| ------------------------- | --- | --- |
| Најбољи извођач данашњице | | Остали номиновани |
| Најбољи нови извођач      | Корин Бејли Реј | Остали номиновани - Лили Ален |
| Најбољи извођач уживо     | | Остали номиновани |
| Најбоља песма             | — | Остали номиновани |
| Најбољи спот              | — | Остали номиновани |
| Најбољи албум             | — | Остали номиновани |
| Почасне награде           | Списак почасних награда - Кју класик — аутор песама: Ноел Галагер - Кју класик — песма: — - Кју награда за померање граница: - Кју награда за иновације у звуку: - Кју награда за изузетан допринос музици: Смоки Робинсон - Кју награда за изузетно извођење: - Кју инспирација: - Кју награда за животно дело: Питер Гејбријел - Кју легенда: - Кју икона: Џеф Лин - Кју идол: - Кју награда над наградама: - Кју награда за заслуге: - Кју награда публике: | Списак почасних награда - Кју класик — аутор песама: Ноел Галагер - Кју класик — песма: — - Кју награда за померање граница: - Кју награда за иновације у звуку: - Кју награда за изузетан допринос музици: Смоки Робинсон - Кју награда за изузетно извођење: - Кју инспирација: - Кју награда за животно дело: Питер Гејбријел - Кју легенда: - Кју икона: Џеф Лин - Кју идол: - Кју награда над наградама: - Кју награда за заслуге: - Кју награда публике: |

## 2007.
Свечана додела награда одржана је 8. октобра 2007. у Лондону.
| Категорија                | Добитник | Остали номиновани |
| ------------------------- | --- | --- |
| Најбољи извођач данашњице | | Остали номиновани |
| Најбољи нови извођач      | | Остали номиновани |
| Најбољи пробој            | Кејт Неш | Остали номиновани - Мика - Џек Пењате - Џејми Ти - Калвин Харис |
| Најбољи извођач уживо     | | Остали номиновани |
| Најбоља песма             | и Нина Персон — | Остали номиновани |
| Најбољи спот              | — | Остали номиновани - Лили Ален — - Бјерк — |
| Најбољи албум             | Ејми Вајнхаус — | Остали номиновани |
| Почасне награде           | Списак почасних награда - Кју класик — аутор песама: Били Браг - Кју класик — песма: — - Кју класик — албум: — - Кју награда за иновације у звуку: - Кју инспирација: Дејмон Албарн - Кју награда за животно дело: Џони Мар - Кју легенда: Ијан Браун - Кју икона: Пол Макартни - Кју идол: Кајли Миног - Кју награда за заслуге: Рајан Адамс - Кју херој: Тони Вилсон | Списак почасних награда - Кју класик — аутор песама: Били Браг - Кју класик — песма: — - Кју класик — албум: — - Кју награда за иновације у звуку: - Кју инспирација: Дејмон Албарн - Кју награда за животно дело: Џони Мар - Кју легенда: Ијан Браун - Кју икона: Пол Макартни - Кју идол: Кајли Миног - Кју награда за заслуге: Рајан Адамс - Кју херој: Тони Вилсон |

## 2008.
Свечана додела награда одржана је 6. октобра 2008. у Лондону.
| Категорија                | Добитник | Остали номиновани |
| ------------------------- | --- | --- |
| Најбољи извођач данашњице | | Остали номиновани |
| Најбољи нови извођач      | | Остали номиновани |
| Најбољи пробој            | Дафи | Остали номиновани - Адел - Сантоголд - Габријела Чилми |
| Најбољи извођач уживо     | | Остали номиновани |
| Најбоља песма             | — | Остали номиновани - Дафи — - Кејти Пери — |
| Најбољи спот              | — | Остали номиновани |
| Најбољи албум             | — | Остали номиновани |
| Почасне награде           | Списак почасних награда - Кју класик — аутор песама: Џон Меленкамп - Кју класик — песма: Мит Лоуф — - Кју награда за иновације у звуку: - Кју инспирација: - Кју награда за изузетан допринос музици: Дејвид Гилмор - Кју легенда: Глен Кембел - Кју икона: Адам Ант - Кју идол: Грејс Џоунс | Списак почасних награда - Кју класик — аутор песама: Џон Меленкамп - Кју класик — песма: Мит Лоуф — - Кју награда за иновације у звуку: - Кју инспирација: - Кју награда за изузетан допринос музици: Дејвид Гилмор - Кју легенда: Глен Кембел - Кју икона: Адам Ант - Кју идол: Грејс Џоунс |

## 2009.
Свечана додела награда одржана је 26. октобра 2009. у Лондону.
| Категорија                | Добитник | Остали номиновани |
| ------------------------- | --- | --- |
| Најбољи извођач данашњице | | Остали номиновани |
| Најбољи нови извођач      | | Остали номиновани |
| Најбољи пробој            | Мистер Хадсон | Остали номиновани - Лејди Гага - Пикси Лот |
| Најбољи извођач уживо     | | Остали номиновани |
| Најбоља песма             | Лили Ален — | Остали номиновани - Дизи Раскал — |
| Најбољи спот              | Лејди Гага — | Остали номиновани - Дизи Раскал — - Мика — |
| Најбољи албум             | — | Остали номиновани |
| Почасне награде           | Списак почасних награда - Кју икона: Маријен Фејтфул - Кју идол: - Кју инспирација: - Кју награда за иновације у звуку: - Кју класик — албум: — - Кју класик — песма: — - Кју легенда: Едвин Колинс - Кју класик — аутор песама: Јусуф Ислам - Кју награда за изузетан допринос музици: Роберт Плант | Списак почасних награда - Кју икона: Маријен Фејтфул - Кју идол: - Кју инспирација: - Кју награда за иновације у звуку: - Кју класик — албум: — - Кју класик — песма: — - Кју легенда: Едвин Колинс - Кју класик — аутор песама: Јусуф Ислам - Кју награда за изузетан допринос музици: Роберт Плант |

## 2010.
Свечана додела награда одржана је 25. октобра 2010. у Лондону.
| Категорија                | Добитник | Остали номиновани |
| ------------------------- | --- | --- |
| Најбољи извођач данашњице | | Остали номиновани |
| Најбољи нови извођач      | | Остали номиновани |
| Најбољи пробој            | | Остали номиновани - Ели Голдинг - Лиси - Лора Марлинг |
| Најбољи извођач уживо     | | Остали номиновани - Лејди Гага |
| Најбољи мушки извођач     | Паоло Нутини | Остали номиновани - Пол Велер - Дизи Раскал - Брендон Флауерс |
| Најбољи женски извођач    | | Остали номиновани - Корин Бејли Реј - Ели Голдинг - Лејди Гага - Лора Марлинг |
| Најбоља песма             | — | Остали номиновани |
| Најбољи спот              | — | Остали номиновани |
| Најбољи албум             | — | Остали номиновани - Пол Велер — |
| Почасне награде           | Списак почасних награда - Кју дворана славних: - Кју класик — аутор песама: Нил Фин - Кју будуће велико име: Клер Магвајер - Кју идол: - Кју херој: - Кју инспирација: - Кју награда за иновације у звуку: Марк Ронсон - Кју класик — албум: — - Кју икона: Брајан Фери | Списак почасних награда - Кју дворана славних: - Кју класик — аутор песама: Нил Фин - Кју будуће велико име: Клер Магвајер - Кју идол: - Кју херој: - Кју инспирација: - Кју награда за иновације у звуку: Марк Ронсон - Кју класик — албум: — - Кју икона: Брајан Фери |

## 2011.
Свечана додела награда одржана је 24. октобра 2011. у Лондону.
| Категорија                            | Добитник | Остали номиновани |
| ------------------------------------- | --- | --- |
| Најбољи извођач данашњице             | | Остали номиновани |
| Најбољи нови извођач                  | | Остали номиновани |
| Најбољи пробој                        | Ед Ширан | Остали номиновани - Кејти Би - Џејмс Блејк - Мајлс Кејн - Џеси Џеј |
| Најбољи извођач уживо                 | | Остали номиновани - Бијонсе |
| Најбољи мушки извођач                 | Тајни Темпа | Остали номиновани - Си Ло Грин - Ед Ширан |
| Најбољи женски извођач                | Адел | Остали номиновани - Бијонсе - Лора Марлинг - Пи Џеј Харви - Џеси Џеј |
| Најбоља песма                         | Адел — | Остали номиновани - Адел — - Алое Блек — |
| Најбољи спот                          | Џеси Џеј — | Остали номиновани - Кејти Пери — - Лејди Гага — - Ед Ширан — |
| Најбољи албум                         | — | Остали номиновани - Пи Џеј Харви — |
| Најбољи извођач у протеклих 25 година | | Остали номиновани - Дејмон Албарн - Бјерк - Џек Вајт - Пол Велер - Еминем - Мадона - Џеј-Зи |
| Почасне награде                       | Списак почасних награда - Кју будуће велико име: Лана дел Реј - Кју класик — песма: — - Кју награда за изузетан допринос музици: Сузи Су - Кју икона: Ноел Галагер - Кју награда за иновације у звуку: - Кју инспирација: Фетбој Слим - Кју дворана славних: - Кју класик — аутор песама: Гари Барлоу | Списак почасних награда - Кју будуће велико име: Лана дел Реј - Кју класик — песма: — - Кју награда за изузетан допринос музици: Сузи Су - Кју икона: Ноел Галагер - Кју награда за иновације у звуку: - Кју инспирација: Фетбој Слим - Кју дворана славних: - Кју класик — аутор песама: Гари Барлоу |

## 2012.
Свечана додела награда одржана је 2. октобра 2012. у Лондону.
| Категорија                | Добитник | Остали номиновани |
| ------------------------- | --- | --- |
| Најбољи извођач данашњице | | Остали номиновани - Лејди Гага |
| Најбољи нови извођач      | | Остали номиновани - Лијен Ла Хавас - Френк Оушен |
| Најбољи извођач уживо     | | Остали номиновани - Брус Спрингстин |
| Најбољи соло извођач      | Емели Санде | Остали номиновани - Адел - Флоренс Велч - Ноел Галагер - Дизи Раскал |
| Најбоља песма             | — | Остали номиновани - Готје и Кимбра — |
| Најбољи спот              | — | Остали номиновани - Ники Минаж — |
| Најбољи албум             | Боби Вомак — | Остали номиновани - Пол Велер — - Ричард Хоули — |
| Почасне награде           | Списак почасних награда - Кју класик — песма: Дајон Ворвик — - Кју идол: Брендон Флауерс - Кју дух независности: - Кју награда за иновације у звуку: - Кју инспирација: - Кју икона: - Кју класик — албум: — - Кју херој: Џони Мар | Списак почасних награда - Кју класик — песма: Дајон Ворвик — - Кју идол: Брендон Флауерс - Кју дух независности: - Кју награда за иновације у звуку: - Кју инспирација: - Кју икона: - Кју класик — албум: — - Кју херој: Џони Мар |

## 2013.
Свечана додела награда одржана је 21. октобра 2013. у Лондону.
| Категорија                | Добитник | Остали номиновани |
| ------------------------- | --- | --- |
| Најбољи извођач данашњице | | Остали номиновани - Дејвид Боуи |
| Најбољи нови извођач      | Џејк Баг | Остали номиновани - Лора Мвула - Том Одел - Валери Џун |
| Најбољи извођач уживо     | | Остали номиновани |
| Најбољи соло извођач      | Ели Голдинг | Остали номиновани - Џејк Баг - Дејвид Боуи - Џон Грант - Лора Марлинг |
| Најбоља песма             | — | Остали номиновани - Дејвид Боуи — - Ели Голдинг — - Робин Тик, Фарел Вилијамс и Ти-Ај — - и Фарел Вилијамс — |
| Најбољи спот              | — | Остали номиновани - Дејвид Боуи — - и Фарел Вилијамс — |
| Најбољи албум             | — | Остали номиновани - Дејвид Боуи — |
| Почасне награде           | Списак почасних награда - Кју песник: Џон Купер Кларк - Кју класик — аутор песама: Криси Хајнд - Кју награда за најбољи фестивал: Гластонбери фестивал - Кју дух независности: - Кју класик — албум: — - Кју икона: - Кју идол: Роби Вилијамс - Кју награда за изузетан допринос музици: | Списак почасних награда - Кју песник: Џон Купер Кларк - Кју класик — аутор песама: Криси Хајнд - Кју награда за најбољи фестивал: Гластонбери фестивал - Кју дух независности: - Кју класик — албум: — - Кју икона: - Кју идол: Роби Вилијамс - Кју награда за изузетан допринос музици: |

## 2014.
Свечана додела награда одржана је 22. октобра 2014. у Лондону.
| Категорија                | Добитник | Остали номиновани |
| ------------------------- | --- | --- |
| Најбољи извођач данашњице | | Остали номиновани - Кејт Буш - Фарел Вилијамс |
| Најбољи нови извођач      | Сем Смит | Остали номиновани - Џорџ Езра - Ела Ејр - Хозијер |
| Најбољи извођач уживо     | | Остали номиновани - Кејт Буш - Џек Вајт |
| Најбољи соло извођач      | Ед Ширан | Остали номиновани - Дејмон Албарн - Џејмс Баг - Паоло Нутини - Сент Винсент |
| Најбоља песма             | Паоло Нутини — | Остали номиновани - Лорд — - Сем Смит — |
| Најбољи спот              | — | Остали номиновани - Палома Фејт — |
| Најбољи албум             | — | Остали номиновани - Дејмон Албарн — |
| Почасне награде           | Списак почасних награда - Кју класик — аутор песама: Енди Партриџ - Кју награда Гибсон Лес Пол: Џони Мар - Кју награда за изузетан допринос музици: Ричард Расел - Кју инспирација: - Кју херој: - Кју награда за иновације у звуку: Жан Мишел Жар - Кју икона: Вилко Џонсон - Кју одметник: Сент Винсент - Кју класик — албум: — - Кју идол: | Списак почасних награда - Кју класик — аутор песама: Енди Партриџ - Кју награда Гибсон Лес Пол: Џони Мар - Кју награда за изузетан допринос музици: Ричард Расел - Кју инспирација: - Кју херој: - Кју награда за иновације у звуку: Жан Мишел Жар - Кју икона: Вилко Џонсон - Кју одметник: Сент Винсент - Кју класик — албум: — - Кју идол: |

## 2015.
Свечана додела награда одржана је 19. октобра 2015. у Лондону.
| Категорија                | Добитник | Остали номиновани |
| ------------------------- | --- | --- |
| Најбољи извођач данашњице | | Остали номиновани - Ед Ширан |
| Најбољи нови извођач      | Џејмс Беј | Остали номиновани - Кортни Барнет - Џес Глин |
| Најбољи извођач уживо     | | Остали номиновани - Ед Ширан |
| Најбољи соло извођач      | Ед Ширан | Остали номиновани - Канје Вест - Ноел Галагер - Тејлор Свифт - Сем Смит |
| Најбоља песма             | — | Остали номиновани - Марк Ронсон и Бруно Марс — |
| Најбољи спот              | — | Остали номиновани - Мигел — |
| Најбољи албум             | — | Остали номиновани |
| Почасне награде           | Списак почасних награда - Кју херој: Марк Ронсон - Кју класик — песма: — - Кју класик — албум: — - Кју награда за иновације у звуку: Гари Њуман - Кју награда Гибсон Лес Пол: Тони Ајоми - Кју награда за изузетан допринос музици: - Кју икона: | Списак почасних награда - Кју херој: Марк Ронсон - Кју класик — песма: — - Кју класик — албум: — - Кју награда за иновације у звуку: Гари Њуман - Кју награда Гибсон Лес Пол: Тони Ајоми - Кју награда за изузетан допринос музици: - Кју икона: |

## 2016.
Свечана додела награда одржана је 2. новембра 2016. у Лондону.
| Категорија                | Добитник | Остали номиновани |
| ------------------------- | --- | --- |
| Најбољи извођач данашњице | | Остали номиновани |
| Најбољи пробој            | Џек Гарат | Остали номиновани - Галант - Лејди Лешур - Рет бој |
| Најбољи извођач уживо     | | Остали номиновани |
| Најбољи соло извођач      | Џејмс Беј | Остали номиновани - Ноел Галагер - Мајкл Киванука - Скепта - Пи Џеј Харви |
| Најбоља песма             | — | Остали номиновани - Скепта — |
| Најбољи спот              | Пи Џеј Харви — | Остали номиновани - Бијонсе — |
| Најбољи албум             | — | Остали номиновани - Дејвид Боуи — |
| Почасне награде           | Списак почасних награда - Кју херој: Мит Лоуф - Кју класик — аутор песама: Реј Дејвис - Кју класик — албум: — - Кју награда за иновације у звуку: - Кју награда Гибсон Лес Пол: - Кју награда за изузетан допринос музици: - Кју дворана славних: | Списак почасних награда - Кју херој: Мит Лоуф - Кју класик — аутор песама: Реј Дејвис - Кју класик — албум: — - Кју награда за иновације у звуку: - Кју награда Гибсон Лес Пол: - Кју награда за изузетан допринос музици: - Кју дворана славних: |

## 2017.
Свечана додела награда одржана је 18. октобра 2017. у Лондону.
| Категорија                | Добитник | Остали номиновани |
| ------------------------- | --- | --- |
| Најбољи извођач данашњице | Ед Ширан | Остали номиновани - Адел |
| Најбољи пробој            | | Остали номиновани - Самфа - Стефлон Дон |
| Најбољи извођач уживо     | Лијам Галагер | Остали номиновани - Лорд - Стормзи |
| Најбољи соло извођач      | Стормзи | Остали номиновани - Лијам Галагер - Лана дел Реј - Сент Винсент - Ед Ширан |
| Најбоља песма             | — | Остали номиновани - Лијам Галагер — - Кендрик Ламар — - Лорд — - Ед Ширан — |
| Најбољи филм              | — | Остали номиновани - Иги Поп и Џош Хом — |
| Најбољи албум             | — | Остали номиновани - Кендрик Ламар — - Стормзи — |
| Почасне награде           | Списак почасних награда - Кју одметник: Вив Албертин - Кју награда за иновације у звуку: Вајли - Кју икона: Лијам Галагер - Кју награда Гибсон Лес Пол: Кели Дил - Кју инспирација: | Списак почасних награда - Кју одметник: Вив Албертин - Кју награда за иновације у звуку: Вајли - Кју икона: Лијам Галагер - Кју награда Гибсон Лес Пол: Кели Дил - Кју инспирација: |

## 2018.
Свечана додела награда одржана је 17. октобра 2018. у Лондону.
| Категорија                 | Добитник | Остали номиновани |
| -------------------------- | --- | --- |
| Најбољи извођач данашњице  | Пол Велер | Остали номиновани - Кендрик Ламар - Сент Винсент |
| Најбољи пробој             | | Остали номиновани - Том Гренан - Багзи Малон - Новелист - Џорџа Смит - Реџи Сноу - Надин Шах |
| Најбољи извођач уживо      | | Остали номиновани - Дејвид Берн - Лијам Галагер - Тејлор Свифт |
| Најбољи соло извођач       | Ноел Галагер | Остали номиновани - Дрејк - Софи - Џанел Моне - Ед Ширан |
| Најбоља песма              | и Иги Поп — | Остали номиновани - Чајлдиш Гамбино — - Џанел Моне — |
| Најбољи албум              | — | Остали номиновани - Ана Калви — |
| Најбољи фестивал / догађај | | Остали номиновани - Ајл ов Вајт фестивал - Бритиш самер тајм - Гластонбери фестивал - Латитјуд - Ол поинтс ист - Рајз фестивал |
| Почасне награде            | Списак почасних награда - Кју награда за иновације у звуку: - Кју класик — албуми: — - Кју одметник: Лоренс - Награда Фендер плеј: Сајмон Нил - Кју награда за изузетан допринос музици: Ноел Галагер - Кју легенда: Најл Роџерс - Кју инспирација: - Кју икона: Ијан Макалох - Кју награда за животно дело: Брет Андерсон | Списак почасних награда - Кју награда за иновације у звуку: - Кју класик — албуми: — - Кју одметник: Лоренс - Награда Фендер плеј: Сајмон Нил - Кју награда за изузетан допринос музици: Ноел Галагер - Кју легенда: Најл Роџерс - Кју инспирација: - Кју икона: Ијан Макалох - Кју награда за животно дело: Брет Андерсон |

## 2019.
Свечана додела награда одржана је 16. октобра 2019. у Лондону.
| Категорија                 | Добитник | Остали номиновани |
| -------------------------- | --- | --- |
| Најбољи извођач данашњице  | | Остали номиновани - Били Ајлиш - Лана дел Реј - Лијам Галагер - Брус Спрингстин - Стормзи |
| Најбољи пробој             | | Остали номиновани - Луис Капалди - Литл Симз - Росалија - Џери Синамон - Слоутај - Еј Џеј Трејси - Сем Фендер |
| Најбољи наступ уживо       | Мајкл Киванука (Енд оф де роуд) | Остали номиновани - Аријана Гранде (О2 Арена) - Боб Дилан и Нил Јанг (Хајд парк) - Стормзи (Гластонбери фестивал) - (Ројал Алберт хол) - (Хајд парк) - (Рединг) - (Хитон парк) - (Брикстон Академи) - (Ол поинтс ист) |
| Најбољи соло извођач       | Стормзи | Остали номиновани - Били Ајлиш - Флоренс Велч - Лијам Галагер - Дејв - Луис Капалди - Лојл Карнер - Кејно - Кејт Темпест - Олдус Хардинг |
| Најбоља песма              | Луис Капалди — | Остали номиновани - Били Ајлиш — - Лизо — - Рошин Марфи — - Стормзи — - Еј Џеј Трејси — |
| Најбољи албум              | — | Остали номиновани - Били Ајлиш — - Шерон ван Етен — - Дејв — - Лана дел Реј — - Литл Симз — - Слоутај — |
| Најбољи фестивал / догађај | Ол поинтс ист | Остали номиновани - Ајл ов Вајт фестивал - Бритиш самер тајм - Гластонбери фестивал - Латитјуд - Рединг енд Лидс фестивал |
| Почасне награде            | Списак почасних награда - Кју награда за иновације у звуку: Дизи Раскал - Кју класик — албуми: Трики — - Кју одметник: Едвин Колинс - Награда Фендер плеј: Ана Калви - Кју награда за изузетан допринос музици: Кејно - Кју класик — аутор песама: Кевин Роуланд - Кју инспирација: - Кју икона: - Кју херој: Ким Гордон - Кју песма деценије: Лана дел Реј — - Кју награда за најбоље вокално извођење: Литл Симз | Списак почасних награда - Кју награда за иновације у звуку: Дизи Раскал - Кју класик — албуми: Трики — - Кју одметник: Едвин Колинс - Награда Фендер плеј: Ана Калви - Кју награда за изузетан допринос музици: Кејно - Кју класик — аутор песама: Кевин Роуланд - Кју инспирација: - Кју икона: - Кју херој: Ким Гордон - Кју песма деценије: Лана дел Реј — - Кју награда за најбоље вокално извођење: Литл Симз |

## Вишеструки добитници
Напомена: Наведени су само добитници три или више награда.
| Број награда | Добитници                                                                      |
| ------------ | ------------------------------------------------------------------------------ |
| 12           |                                                                                |
| 8            | ·                                                                              |
| 6            | ·                                                                              |
| 5            | ·                                                                              |
| 4            | Ноел Галагер · Ед Ширан ·                                                      |
| 3            | Пол Велер · Роби Вилијамс · Брајан Ино · Пол Макартни · Џони Мар · Нил Фин · · |